# المسجد العتيق، أوجلة
المسجد العتيق، أوجلة (ويسمى أيضا الجامع الكبير، أو المسجد الكبير) هو مسجد في مدينة أوجلة في الصحراء الكبرى بمنطقة برقة شرق ليبيا، يعود مجتمع أوجلة إلى العصور الكلاسيكية. منذ أن دخلها الإسلام في القرن السابع الميلادي، لعب الإسلام دائمًا دورًا مركزيًا في حياة أوجلة. يتميز مسجد القرن الثاني عشر، وهو الأقدم في المنطقة، بقباب مخروطية غير عادية مصنوعة من طوب اللبن والحجر الجيري والتي تسمح بمرور الضوء والهواء.

## الموقع الجغرافي
مدينة أوجلة وواحة جالو المجاورة، وهما البلدتان الوحيدتان على الطريق الصحراوي السريع بين أجدابيا، 250 كيلومتر (160 ميل) إلى الشمال الغربي والكفرة 625 كيلومتر (388 ميل) إلى الجنوب الشرقي.  وتنتج الواحة تمورًا عالية الجودة.  سكان الواحة هم بالأساس من البربر، وبعضهم لا يزال يتحدث لغة من أصل بربري.  اعتبارًا من عام 2005، كانت لغة أوجلة في خطر كبير، ويقع المسجد في منطقة أوجلة القديمة. 

## التاريخ
شن المسلمون حملة ضد الإمبراطورية البيزنطية بعد وقت قصير من وفاة النبي محمد عام 632 م، وسرعان ما فتحوا سوريا وبلاد فارس ومصر. بعد فتح الإسكندرية عام 643 م، اجتاحت الجيوش على طول ساحل البحر الأبيض المتوسط لإفريقيا، وفتحوا برقة عام 644 م، وطرابلس في 646 م وفزان في 663 م.  المنطقة المحيطة بأوجلة فتحها عبد الله بن سعد بن أبي السرح. توفي وقبره في أوجلة حوالي 650 م. 

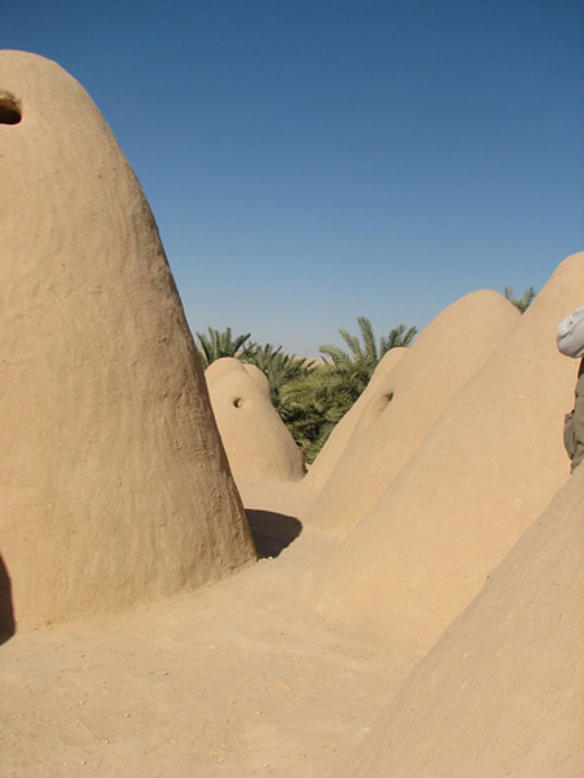
سقف المسجد العتيق

بعد ظهوره في القرن السابع، كان للإسلام دائمًا تأثير كبير على حياة الواحة. يقول المؤرخ العربي البكري إنه كان هناك بالفعل العديد من المساجد حول الواحة بحلول القرن الحادي عشر.  بدءًا من الستينيات، قادت صناعة النفط النمو في القرية التي كانت نائمة، وبحلول عام 1968م زاد عدد سكان القرية إلى حوالي 2000 شخص وبحلول عام 1982م ارتفع إلى أكثر من 4000، مدعومًا بإثني عشر مسجدًا. 

## البناء
مسجد عتيق الكبير هو أقدم مسجد في المنطقة، يعود تاريخ المبنى الحالي إلى القرن الثاني عشر.  تم ترميمه في 1980م.  كانت الواحة وجهة لمشاهدة كسوف الشمس في 29 مارس 2006 ، وتم تجديد المسجد مرة أخرى استعدادًا لإستقبال الزوار. 
يوجد نخيل على جوانب مدخل المسجد.  مساحة المبنى غير العادي المبني من طوب لبن هي 400 متر مربع (4,300 قدم2) وهو مسقوف بـ 21 قبة مخروطية الشكل مصنوعة من طوب لبن والحجر الجيري، كل قبة لها فتحات صغيرة بحيث يمكن للضوء أن يدخل المبنى، و تعمل القباب أيضًا على الحفاظ على برودة الداخل، مما يوفر شكلاً من أشكال تكييف الهواء الطبيعي. 
جدران المسجد بسمك 40 سنتيمتر (16 بوصة)، وتؤدي تسعة أبواب إلى داخل المسجد، حيث تخلق العديد من الأعمدة والأقواس بيئة فسيحة وخفيفة وباردة وهادئة، بجانب المحراب هناك منبر، المساجد في شبه الجزيرة العربية وشرق إفريقيا لها منابر متشابهة، مما قد يشير إلى أن بناة المساجد كانوا يتبعون المذهب الإباضي. 